# Dương Văn Thống
Dương Văn Thống (sinh ngày 7 tháng 12 năm 1961) là một chính trị gia người Việt Nam, dân tộc Tày. Ông hiện là đại biểu Quốc hội Việt Nam khóa XIV nhiệm kì 2016-2021, thuộc đoàn đại biểu Quốc hội tỉnh Yên Bái, Trưởng Đoàn đại biểu Quốc hội tỉnh Yên Bái, Chủ tịch Liên hiệp các Hội khoa học và kỹ thuật tỉnh Yên Bái, Chủ tịch Liên hiệp Các tổ chức hữu nghị tỉnh Yên Bái. Ông từng là Chủ tịch Hội đồng nhân dân tỉnh Yên Bái. Ông đã trúng cử đại biểu Quốc hội năm 2016 ở đơn vị bầu cử số 1, tỉnh Yên Bái gồm thành phố Yên Bái và các huyện: Yên Bình, Trấn Yên, Lục Yên.

## Xuất thân
Dương Văn Thống sinh ngày 7 tháng 12 năm 1961 quê quán ở xã Ngọc Chấn, huyện Yên Bình, tỉnh Yên Bái. 
Ông hiện cư trú ở Tổ 26, phố Quang Trung, phường Đồng Tâm, thành phố Yên Bái, tỉnh Yên Bái.

## Giáo dục
- Giáo dục phổ thông: 10/10
- Cử nhân chuyên ngành lịch sử
- Cử nhân chuyên ngành xây dựng Đảng và chính quyền Nhà nước
- Cao cấp lí luận chính trị

## Sự nghiệp
Ông gia nhập Đảng Cộng sản Việt Nam vào ngày 26/4/1991.
Ông từng là đại biểu hội đồng nhân dân tỉnh Yên Bái khóa XVII nhiệm kỳ 2011-2016.
Ông từng là đại biểu Quốc hội Việt Nam khóa XIII tỉnh Yên Bái.
Khi ứng cử đại biểu Quốc hội Việt Nam khóa XIV vào tháng 5 năm 2016 ông đang là Phó Bí thư Thường trực Tỉnh ủy, Chủ tịch Hội đồng nhân dân tỉnh Yên Bái, Trưởng Đoàn đại biểu Quốc hội tỉnh Yên Bái; Bí thư Đảng đoàn, Chủ tịch Liên hiệp các Hội khoa học và kỹ thuật tỉnh Yên Bái; Chủ tịch Liên hiệp Các tổ chức hữu nghị tỉnh Yên Bái, làm việc ở Tỉnh ủy Yên Bái.
Ông đã trúng cử đại biểu quốc hội năm 2016 ở đơn vị bầu cử số 1, tỉnh Yên Bái gồm thành phố Yên Bái và các huyện: Yên Bình, Trấn Yên, Lục Yên, được 250.722 phiếu, đạt tỷ lệ 85,33% số phiếu hợp lệ.
Ông hiện là Phó Bí thư Thường trực Tỉnh ủy, Trưởng Đoàn đại biểu Quốc hội tỉnh Yên Bái, Chủ tịch Liên hiệp các Hội Khoa học và Kỹ thuật, Chủ tịch Liên hiệp Các tổ chức hữu nghị tỉnh Yên Bái.
Ông đang làm việc ở Tỉnh ủy Yên Bái.